# Deep Water (pel·lícula)
Deep Water és una pel·lícula de thriller psicològic eròtic dirigida per Adrian Lyne, basada en la novel·la homònima de 1957 de Patricia Highsmith, a partir d'un guió de Zach Helm i Sam Levinson. La pel·lícula és protagonitzada per Ben Affleck i Ana de Armas, amb Tracy Letts, Rachel Blanchard i Lil Rel Howery en papers secundaris, i marca el retorn de Lyne al món del cinema després d'una absència de 20 anys des de la seva darrera pel·lícula, Unfaithful (2002). 20th Century Studios pretenia estrenar la pel·lícula als Estats Units el 14 de gener de 2022, però posteriorment es va anunciar que es publicaria a Hulu el 18 de març del mateix any.

## Sinopsi
Una parella casada que ha caigut fora d'amor comença a jugar jocs mentals mortífers l'un contra l'altre que els fan començar a veure morir la gent del seu voltant.

## Repartiment
- Ben Affleck com a Vic Van Allen
- Ana de Armas com a Melinda Van Allen
- Tracy Letts com a Lionel
- Rachel Blanchard com a Maggie
- Lil Rel Howery com a Nash
- Finn Wittrock com Dom
- Jacob Elordi com a Richard
- Dash Mihok com a Arthur
- Kristen Connolly com a Jackie
- Jade Fernandez com a Evelyn
- Michael Braun com a Jeff Peterson
- Michael Scialabba com a Kevin Washington

## Producció
El projecte va començar el seu desenvolupament el 2013, amb Adrian Lyne com a director i Fox 2000 Pictures com a productora. Fox va vendre els drets a New Regency el 2018. L'agost de 2019, Ben Affleck i Ana de Armas es van anunciar com a protagonistes, amb Walt Disney Studios Motion Pictures acordant assolir la distribució via la seva marca de 20th Century Fox. L' de octubre 2019, Tracy Letts i Rachel Blanchard es van unir al repartiment de la pel·lícula.
El rodatge va començar a Nova Orleans el 4 de novembre de 2019, amb les addicions de Dash Mihok, Lil Rel Howery, Jacob Elordi, Kristen Connolly, Jade Fernandez i Finn Wittrock al repartiment. El desembre de 2019, Michael Braun també es va unir el repartiment de la pel·lícula.

## Estrena
Deep Water es va estrenar el 18 de març de 2022. La pel·lícula estava inicialment datada pel 13 de novembre de 2020, però va ser retardada fins al 13 d'agost de 2021, i un altre cop al gener de 2022 a causa de la pandèmia de COVID-19.